# أرييل وينتر
أرييل وينتر ركمان (بالإنجليزية: Ariel Winter)‏ ولدت في (28 يناير 1998)، في سان دييغو، كاليفورنيا، الولايات المتحدة، هي ممثلة أمريكية، قامت بدور شخصية «أليكس دونفي»  في المسلسل الكوميدي العائلة الحديثة الحائز على جائزة إيمي لفئة أفضل مسلسل كوميدي من إنتاج الشبكة التلفزيونية ABC. فازت أرييل بجائزة نقابة ممثلي الشاشة، وترشحت لجائزة الفنان الشاب.

## النشأة
ولدت أرييل وينتر في 28 يناير 1998، في مدينة لوس أنجلوس. والدتها هي كريسولا باتيستا ووالدها هو غلين ووركمان. أختها شانييل ووركمان تعمل في مجال التمثيل، بينما أخيها جيمي ووركمان فهو ممثل سابقا يعمل الآن كتقني في المجال السينمائي. أمها من أصول يونانية بينما يأتي والدها من نسب إنجليزي وألماني. تزعم أرييل انها عاشت طفولة تعيسة، ودخلت مجال التمثيل بسن الرابعة وهي المهنة التي لم تكن من اختيارها بل من اختيار والدتها.